# Letecká základna Francise E. Warrena
Letecká základna Francise E. Warrena (anglicky Francis E. Warren Air Force Base; kód IATA je FEW, kód ICAO KFEW, kód FAA LID FEW) je vojenská letecká základna letectva Spojených států amerických nacházející se 4,8 kilometru západně od města Cheyenne ve státě Wyoming. Je také jednou ze tří základen strategických raket na území Spojených států. Pojmenována byla na počest Francise E. Warrena (1844–1929), wyomingského republikánského senátora.
Je domovskou základnou 90. raketového křídla (90th Missile Wing; 90 MW), podřízeného 20. letecké armádě (Twentieth Air Force) Velitelství globálního boje vzdušných sil (AFGSC). 90 MW je vybaveno nukleárními mezikontinentálními balistickými raketami LGM-30G Minuteman III, avšak samotná odpalovací sila s raketami se fyzicky nacházejí na jihovýchodě Wyomingu, západě Nebrasky a severu Colorada. Na základně Francise E. Warrena také sídlí velitelství výše zmíněné 20. letecké armády, pod jejíž velení spadají veškeré mezikontinentální rakety (ICBM) amerického letectva.
Je také jedním z nejdéle nepřetržitě fungujících vojenských zařízení, jelikož na stejném místě U.S. Army vybudovala v roce 1867 vojenskou pevnost Fort David Allen Russell, která pod ni patřila až do roku 1945. 1. června 1947 byla převedena pod velení USAF.